# Susnyás
A susnyás egy kifejezés, eredete vélhetően katonai szleng. Leggyakrabban sűrű növényzetet jelent. A szóhoz eredetileg tapad némi negatív értelmezés, ami az adott növényzetet valamilyen akadályként, nemkívánatos tényezőként jeleníti meg, például a labda begurult a susnyásba, vagy oda nem megyek be, az már nagyon susnyás.
A legkevésbé sem jellemző, hogy hasznos növényt, veteményest, gabonaföldet ezzel a szóval illetnének, a susnyás jellemzően gyom, vagy legalábbis külön értéket nem képviselő sűrű bozótos, magas aljnövényzet stb.
Természetesen mivel szlengkifejezésről van szó, így a szó a használat során újabb jelentésekkel gyarapodik, jelenthet tágabb értelemben vett növényzetet, a susnyás út nehezen járható, növények által benőtt, gazzal felvert utat.
Az Érsekújvár-környéki nyelvjárásban "taknyos (gyerek)" jelentéssel bír (lásd Szinnyei József: Magyar tájszótár, 1893–1901).
Léteznek az eredeti jelentést már csak mint metaforát alkalmazó használati módok, például amikor a horgász a vízben kavargó iszapra és egyebekre utalva mondja, hogy a vízben lévő susnyás még nem ült le teljesen, illetve a növényi jelentéstől már teljesen eltávolodva, amikor a szóhoz tapadt zavaros, sűrű jelentéseit használja a fényképész, mikor azt mondja: Nagyon susnyás a kép, mozaikos, más felbontás kéne.
A kifejezés már bevonult a szépirodalomba, és a marihuána számos álnevei egyikének is nevezhető.

Susnyás koncepció

A fentieken kívül a „Susnyás” egy holdjáró koncepcióautó neve is, mely a DesignerTechinques.com weboldal 2007-es nemzetközi pályázatán első helyezést ért el. Az autót két felcsavart gumi-sodrony köteg forgása hajtja, viszont amikor a levegőbe emelkedik, egy hosszú, csápszerű propeller veszi át a jármű irányítását. Ez a propeller emlékeztet a sűrű, átláthatatlan növényzetre, ami miatt a koncepció a nevét kapta.
Ezen kívül a susnyás a beton ellentételezéseként a városokban is megjelenő fogalommá vált. Erre példa a gazdagréti lakótelep melletti lakatlan, füves, bokros terület, melyet a lakótelepiek immáron évek óta susnyásként emlegetnek.[forrás?]

## Külső hivatkozások
- Susnyás makett
- Díjnyertes Susnyás